# 황금배카푸친
황금배카푸친(Sapajus flavius)은 꼬리감는원숭이속, 즉 카푸친원숭이에 속하는 신세계원숭이의 일종이다. 노랑가슴카푸친 또는 황갈색머리카푸친으로도 불린다.